# گوریلا گیمز
گوریلا گیمز (به انگلیسی: Guerrilla Games) یک شرکت توسعه‌دهنده بازی‌های ویدئویی واقع در آمستردام، هلند است که به عنوان یک شرکت تابعه برای استودیوهای پلی‌استیشن به‌شمار می‌رود. این شرکت در ژانویهٔ سال ۲۰۰۰ تحت نام لاست بویز گیمز و در نتیجهٔ ادغام شدن سه استودیوی کوچک هلندی تأسیس شد. یک سال بعد لاست بویز گیمز مستقل شد و در سال ۲۰۰۳ توسط مدیا ریپابلیک خریداری شد و نام استودیو به گوریلا گیمز تغییر یافت و در سال ۲۰۰۵ توسط سونی اینتراکتیو انترتینمنت خریداری شد و زیر نظر آن قرار گرفت. گوریلا در حال حاضر در هلند با بیش از ۳۶۰ پرسنل از ۲۵ ملیت مختلف مشغول به کار است. استودیوی هلندی گوریلا در مرکز آمستردام واقع شده، در حالی که استودیوی انگلستان در شهر کمبریج واقع بود که در ژانویه سال ۲۰۱۷ منحل شده و به کار خود پایان داد.

## تاریخچه
گوریلا گیمز بیشتر برای ساخت مجموعه بازی‌های تیراندازی اول شخص قتلگاه شناخته شده‌است که به‌طور انحصاری برای کنسول‌های پلی‌استیشن شرکت سونی ساخته شده‌اند. بعد انتشار موفقیت‌آمیز اولین قسمت از بازی کیلزون در سال ۲۰۰۴ برای پلی‌استیشن ۲، گوریلا بازی مورد تحسین قرار گرفته قتلگاه: آزادی را برای پلی‌استیشن همراه منتشر کرد. بعد از آن در سال ۲۰۰۹ دنباله‌ای برای قسمت اول به نام قتلگاه ۲ را برای کنسول پلی‌استیشن ۳ منتشر کرد که جوایز بسیاری را برنده شد و سپس قتلگاه ۳ در سال ۲۰۱۱. یک نسخه قابل حمل دیگر به نام قتلگاه: مزدور در سال ۲۰۱۳ را برای پلی‌استیشن ویتا منتشر کرده و آخرین بازی ساخته شده توسط این استودیو با نام قتلگاه: شدو فال برای کنسول پلی‌استیشن ۴ می‌باشد. در سال ۲۰۱۷ گوریلا گیمز یک آی‌پی جدید با نام هورایزن زیرو داون معرفی کرد. برخلاف مجموعه بازی‌های کیل‌زون، این بازی در سبک نقش‌آفرینی اکشن و با دید سوم شخص دنبال می‌شود و در سال ۲۰۱۷ برای کنسول پلی‌استیشن ۴ و سال ۲۰۲۰ برای مایکروسافت ویندوز منتشر شد. دنبالهٔ این عنوان تحت نام هورایزن غرب ممنوعه در تاریخ ۱۸ فوریه ۲۰۲۲ (۲۹ بهمن ۱۴۰۰) برای کنسول‌های پلی‌استیشن ۴ و پلی‌استیشن ۵ منتشر شد. در ۴ ژانویه ۲۰۲۲، گوریلا و فایراسپرایت از یک عنوان جدید هورایزن برای هدست واقعیت مجازی پلی‌استیشن وی‌آر۲ با نام هورایزن آوای کوه رونمایی کردند که قرار است در ۲۲ فوریه ۲۰۲۳ عرضه شود.

## لیست بازی‌های ساخته شده
| بازی‌ها             | پلتفرم‌ها                       | سال  |
| ------------------ | ------------------------------ | ---- |
| شل‌شاک: نام '۶۷     | ویندوز، اکس‌باکس، پی‌اس۲         | ۲۰۰۴ |
| قتلگاه             | پلی‌استیشن ۲                    | ۲۰۰۴ |
| قتلگاه: آزادی      | پلی‌استیشن همراه                | ۲۰۰۶ |
| قتلگاه ۲           | پلی‌استیشن ۳                    | ۲۰۰۹ |
| قتلگاه ۳           | پلی‌استیشن ۳                    | ۲۰۱۱ |
| قتلگاه: مزدور      | پلی‌استیشن ویتا                 | ۲۰۱۳ |
| قتلگاه: شدو فال    | پلی‌استیشن ۴                    | ۲۰۱۳ |
| هورایزن زیرو داون  | پلی‌استیشن ۴، مایکروسافت ویندوز | ۲۰۱۷ |
| هورایزن غرب ممنوعه | پلی‌استیشن ۴، پلی‌استیشن ۵       | ۲۰۲۲ |
| هورایزن آوای کوه   | پلی‌استیشن ۵ (پلی‌استیشن وی‌آر۲)  | ۲۰۲۳ |